# Pack
Pack je stará anglická jednotka délky užívaná pro přízi a jednotka hmotnosti.

## Přepočty

### Jednotka délky
- pro hrubou přízi : jeden pack = 164,5 kilometru
- pro jemnou přízi : jeden pack = 329,0 kilometru

### Jednotka hmotnosti
- pro vlnu : jeden pack = 108,9 kilogramu = 240 pound

## Použitý zdroj
- Malý slovník jednotek měření, vydalo nakladatelství Mladá fronta v roce 1982, katalogové číslo 23-065-82